# Ludwig Andreas Veit
Ludwig Andreas Veit (* 24. Mai 1879 in Finthen; † 25. April 1939 in Freiburg im Breisgau) war ein deutscher römisch-katholischer Priester und Theologe.

## Leben

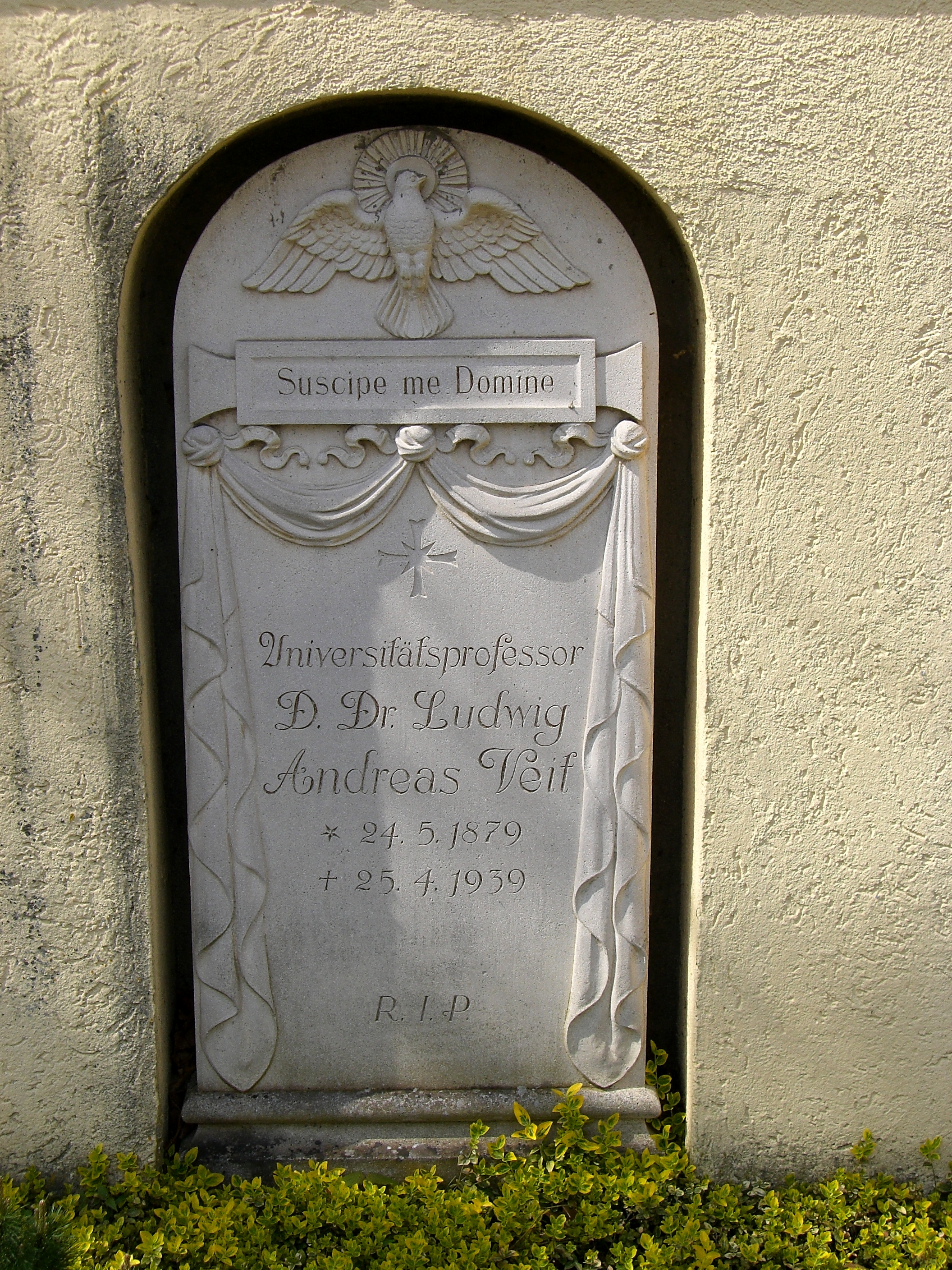
Grabstätte auf dem Hauptfriedhof Freiburg im Breisgau

Nach dem Abitur 1896 besuchte er das Priesterseminar Mainz. Nach der Priesterweihe 1901 erwarb er 1909 den Dr. phil. in Gießen und 1918 den Dr. theol. in Würzburg. Er lehrte ab 1928 als außerordentlicher und ab 1934 als ordentlicher Professor für Kirchengeschichte in Freiburg im Breisgau.
Veits Forschungsschwerpunkt war das kirchliche Leben am Mittel- und Oberrhein zur Zeit des Barock. Zu diesem Thema verfasste er fast 50 Studien. Insbesondere machte er sich um die Erforschung der neuzeitlichen Geschichte der Erzdiözese Mainz verdient.

## Schriften (Auswahl)
- Kirchliche Reformbestrebungen im ehemaligen Erzstift Mainz unter Erzbischof Johann Philipp von Schönborn. Herder, Freiburg 1910.
- Mainzer Domherren vom Ende des 16. bis zum Ausgang des 18. Jahrhunderts in Leben, Haus und Habe.  Kirchheim & Co., Mainz 1924.
- Der stiftsmässige deutsche Adel im Bilde seiner Ahnenproben. Wagner’sche Universitäts-Buchhandlung, Freiburg 1935.
- Volksfrommes Brauchtum und Kirche im deutschen Mittelalter. Herder, Freiburg 1936.
- Kirche und Volksfrömmigkeit im Zeitalter des Barock. Herder, Freiburg 1956.